# Kłoski-Młynowięta
Kłoski-Młynowięta – wieś w Polsce położona w województwie podlaskim, w powiecie wysokomazowieckim, w gminie Kobylin-Borzymy.
W latach 1975–1998 miejscowość administracyjnie należała do województwa łomżyńskiego.
Wierni kościoła rzymskokatolickiego należą do parafii św. Stanisława Biskupa i Męczennika w Kobylinie-Borzymach.

## Historia
Według Zygmunta Glogera Kłoski-Młynowięta istniały w wieku XV. W I Rzeczypospolitej Kłoski należały do ziemi bielskiej.
Pod koniec XIX w. Słownik geograficzny Królestwa Polskiego informuje: Kłoski, okolica szlachecka w powiecie mazowieckim, gmina Piszczaty, parafia Kobylin.
W roku 1827 miejscowość liczyła 7 domów i 103 mieszkańców.
W 1921 r. naliczono tu 18 budynków z przeznaczeniem mieszkalnym oraz 105 mieszkańców (49 mężczyzn i 56 kobiet). Narodowość polską podało 65 osób, a 10 żydowską.